# 田口智久
田口 智久（たぐち ともひさ、1985年4月27日 - ）は、日本の男性アニメーター、アニメ監督、脚本家。岡山県総社市出身。

## 経歴
2007年、大阪成蹊大学芸術学部卒業後、アニメインターナショナルカンパニーで制作アシスタントを務める。

## 参加作品

### テレビアニメ
2010年
- そらのおとしものf（絵コンテ・演出・演出助手）

2011年
- Persona4 the ANIMATION（OP絵コンテ・OP演出・2D制作・絵コンテ）

2012年
- 人類は衰退しました（絵コンテ・演出）
- トータル・イクリプス（演出）

2013年
- THE UNLIMITED 兵部京介（絵コンテ・演出・演出協力）
- 僕は友達が少ないNEXT（絵コンテ）
- 俺の妹がこんなに可愛いわけがない。（絵コンテ）

2014年
- Persona4 the Golden ANIMATION（監督・OP/ED絵コンテ・ED演出・絵コンテ・演出）
- 七つの大罪（絵コンテ）

2015年
- GATE 自衛隊 彼の地にて、斯く戦えり（絵コンテ）

2016年
- 双星の陰陽師（2016年 – 2017年、監督・OP絵コンテ・OP演出・絵コンテ・演出）
- 暗殺教室（絵コンテ）

2017年
- Fate/Apocrypha（ED絵コンテ・ED演出）
- キノの旅 -the Beautiful World- the Animated Series（監督・OP絵コンテ・OP演出・絵コンテ・演出）
- ブラッククローバー（OP演出）

2018年
- PERSONA5 the Animation（ED絵コンテ・ED演出・絵コンテ・演出）

2020年
- アクダマドライブ（監督・シリーズ構成・脚本・OP絵コンテ・OP演出・絵コンテ・演出）

2021年
- シャドーハウス（ED絵コンテ・ED演出）

2022年
- BLEACH 千年血戦篇（監督・シリーズ構成・脚本・絵コンテ・OP絵コンテ・OP演出）

2023年
- BLEACH 千年血戦篇-訣別譚-（監督・シリーズ構成・絵コンテ）

2024年
- WIND BREAKER（OP絵コンテ・OP演出・絵コンテ）
- BLEACH 千年血戦篇-相剋譚-（総監督・シリーズ構成・脚本・絵コンテ・演出）

### 劇場アニメ
2013年
- AURA 〜魔竜院光牙最後の闘い〜（絵コンテ・演出）
- PERSONA3 THE MOVIE #1 Spring of Birth（シリーズ演出・絵コンテ）

2014年
- PERSONA3 THE MOVIE #2 Midsummer Knight's Dream（監督・シリーズ演出・絵コンテ）

2015年
- PERSONA3 THE MOVIE #3 Falling Down（シリーズ演出）

2016年
- PERSONA3 THE MOVIE #4 Winter of Rebirth（監督・シリーズ演出・絵コンテ・演出）

2020年
- デジモンアドベンチャー LAST EVOLUTION 絆（監督・絵コンテ）

2022年
- 夏へのトンネル、さよならの出口（監督・脚本・絵コンテ・演出）

2023年
- デジモンアドベンチャー02 THE BEGINNING（監督）

### OVA
- デジモンアドベンチャー20th メモリアルストーリー（2020年、第5話 絵コンテ）